# La Bonneville (Wüstung)
La Bonneville ist die Wüstung eines mittelalterlichen Städtchens, das auf dem Gebiet der heutigen Gemeinde Val-de-Ruz (bis 2012 Engollon) im Val de Ruz (Kanton Neuenburg) gelegen hatte.

## Fläche
Auf einer überwachsenen Fläche von 200 × 80 Metern befinden sich noch Ruinen. 

## Geschichte
Im 13. Jahrhundert wurde La Bonneville durch den Herrn von Valangin gegründet, um das Tal zu roden und Menschen anzusiedeln. La Bonneville wurde auch Neuveville oder Villeneuve genannt. Den Schutz stellten zwei Erdwälle und Gräben sicher. Damit eine Lehensherrschaft des Grafen von Neuenburg verhindert werden konnte, verhandelten die Herren von Valangin mit dem Fürstbischof von Basel. Sie übergaben die Stadt am 12. Dezember 1295 als Lehen (Allod) dem Bischof von Basel. Einen Monat später, am 6. Januar 1296, ergänzte der Fürstbischof den Vertrag um das Schloss Valangin, die Lehensnahme wurde für das Jahr 1299 geplant.

## Zerstörung
Da der Graf Rudolf IV. von Neuenburg damit seine eigenen Rechte als beschnitten ansah, fiel er mit seinen Truppen am 28. Februar 1296 ins Val de Ruz ein. Bei dieser Schlacht wurden die Herren von Valangin geschlagen und gefangen genommen. Der Versuch des Bischofs von Basel, Valangin zu erobern, scheiterte, da Rudolf IV. von Neuenburg am 28. April 1301 gnadenlos La Bonneville zerstört hatte.

## Grabungen
Die ersten Grabungen fanden im Jahr 1874 statt und dauerten bis 1883. Systematische Untersuchungen wurden erst ab dem Jahr 1992 durchgeführt. Bei diesen Untersuchungen wurden landwirtschaftliche Funde, Armbrustpfeile und Münzen gefunden. 